# Courtefontaine (Jura)
Courtefontaine és un municipi francès situat al departament del Jura i a la regió de Borgonya - Franc Comtat. L'any 2007 tenia 208 habitants.

## Demografia

### Població
El 2007 la població de fet de Courtefontaine era de 208 persones. Hi havia 83 famílies de les quals 16 eren unipersonals (4 homes vivint sols i 12 dones vivint soles), 24 parelles sense fills, 35 parelles amb fills i 8 famílies monoparentals amb fills.
La població ha evolucionat segons el següent gràfic:
Habitants censats

### Habitatges
El 2007 hi havia 86 habitatges, 78 eren l'habitatge principal de la família, 5 eren segones residències i 3 estaven desocupats. 77 eren cases i 10 eren apartaments. Dels 78 habitatges principals, 63 estaven ocupats pels seus propietaris, 15 estaven llogats i ocupats pels llogaters i 1 estava cedit a títol gratuït; 3 tenien dues cambres, 8 en tenien tres, 25 en tenien quatre i 43 en tenien cinc o més. 66 habitatges disposaven pel capbaix d'una plaça de pàrquing. A 30 habitatges hi havia un automòbil i a 44 n'hi havia dos o més.

### Piràmide de població
La piràmide de població per edats i sexe el 2009 era:
| Homes | Edats   | Dones |
| ----- | ------- | ----- |
| 0     | 95 o +  | 0     |
| 0     | 90 a 94 | 4     |
| 0     | 85 a 89 | 0     |
| 0     | 80 a 84 | 0     |
| 4     | 75 a 79 | 4     |
| 0     | 70 a 74 | 0     |
| 4     | 65 a 69 | 8     |
| 12    | 60 a 64 | 0     |
| 8     | 55 a 59 | 4     |
| 8     | 50 a 54 | 4     |
| 12    | 45 a 49 | 16    |
| 8     | 40 a 44 | 8     |
| 4     | 35 a 39 | 4     |
| 0     | 30 a 34 | 0     |
| 4     | 25 a 29 | 4     |
| 8     | 20 a 24 | 0     |
| 4     | 15 a 19 | 12    |
| 8     | 10 a 14 | 4     |
| 0     | 5 a 9   | 8     |
| 0     | 0 a 4   | 0     |

## Economia
El 2007 la població en edat de treballar era de 142 persones, 108 eren actives i 34 eren inactives. De les 108 persones actives 102 estaven ocupades (53 homes i 49 dones) i 6 estaven aturades (4 homes i 2 dones). De les 34 persones inactives 12 estaven jubilades, 16 estaven estudiant i 6 estaven classificades com a «altres inactius».

### Ingressos
El 2009 a Courtefontaine hi havia 81 unitats fiscals que integraven 218,5 persones, la mediana anual d'ingressos fiscals per persona era de 19.229 €.

### Activitats econòmiques
Dels 2 establiments que hi havia el 2007, 1 era d'una empresa de fabricació d'altres productes industrials i 1 d'una empresa immobiliària.
L'any 2000 a Courtefontaine hi havia 4 explotacions agrícoles que ocupaven un total de 220 hectàrees.

## Poblacions més properes
El següent diagrama mostra les poblacions més properes.